# أول باكي
أول باكي هو مهندس معماري نرويجي، ولد في 1889 في النرويج، وتوفي في 1925 في ميسولا في الولايات المتحدة.